# Niesobka chmielanka
Niesobka chmielanka, krótkowąs chmielowiec (Hepialus humuli) – owad z rzędu motyli, z rodziny niesobkowatych (Hepialidae).

## Wygląd
Skrzydła mają rozpiętość od 4,5 do 6 cm. Samice różnią się znacznie od samców. Samce są mniejsze od samic. Ich skrzydła są srebrzystoszare. Przednie, jasnożółte skrzydła samic mają wzór koloru różowego lub różowobrązowego. Tylne skrzydła samic mają kolor różowoszary.

## Stadia rozwojowe
Gąsienice są żółtobiałe w ciemnobrązowe plamki. Żerują na korzeniach traw i innych roślin.

## Występowanie
Azja, Europa.